# Featuring Pharoah Sanders & Black Harold
Featuring Pharoah Sanders and Black Harold è un album dal vivo del musicista jazz statunitense Sun Ra, registrato nel 1964, ma non pubblicato fino al 1976, quando uscì per l'etichetta discografica El Saturn Records di proprietà dell'artista.

## Il disco
Il disco documenta una delle prime esecuzioni conosciute di The Shadow World (qui trascritta con il titolo invertito The World Shadow), un pezzo dalla struttura complessa che sarebbe successivamente apparso in diversi album più celebri di Sun Ra nel corso degli anni, come ad esempio The Magic City.
Si tratta di un caso anomalo nell'estesa discografia di Sun Ra, poiché il tenorsassofonista Pharoah Sanders rimpiazzò John Gilmore, membro fisso dell'Arkestra per decenni; dato che all'epoca Gilmore stava lavorando in altri contesti, collaborando con i pianisti Paul Bley e Andrew Hill, e con il batterista Art Blakey. Prima di pubblicare il disco, Sun Ra disse: «Sarebbe molto interessante far sentire al mondo come era il Pharoah Sanders pre-Coltrane».
L'album vede anche la partecipazione dell'oscuro flautista "Black Harold" (Harold Murray), che si cimenta in un assolo, e vocalizza attraverso il flauto in The Voice of Pan nello stile di Rahsaan Roland Kirk.
Nonostante si tratti dell'unica registrazione esistente di Sanders con Sun Ra, egli non ha una posizione centrale sull'album, eseguendo solo un assolo durante la prima traccia. Sun Ra stesso suona molti brevi assoli al pianoforte e nelle introduzioni dei brani. Alan Silva fa un breve assolo di contrabbasso, mentre il sassofonista Marshall Allen fornisce la sua abituale prova incendiaria. La musica contenuta sull'album è molto sperimentale, free-jazz, e sebbene non sia così radicale quanto in LP come The Magic City, è molto ostica e senza compromessi all'orecchiabilità.

### Registrazione
L'esibizione venne registrata al Cellar Cafe di New York, il 15 giugno 1964, dal poeta Paul Haines (poco prima della "rivoluzione d'Ottobre" del jazz, che ebbe luogo al Cellar Cafe nell'ottobre dello stesso anno, e nella quale sia Haines che Sun Ra furono coinvolti). Data e luogo dell'incisione furono indicati da Ahmed Abdullah nel corso di un'intervista all'emittente radiofonica WKCR (1965 e 1968 vengono spesso erroneamente citati dai discografici).
Contrariamente a quanto detto in precedenza, la ristampa dell'album da parte della ESP Disk (ESP 4054) del 2009 indica invece come data di registrazione il 31 dicembre 1964 alla Judson Hall di New York. Nella ristampa sono state aggiunte 5 tracce bonus supplementari.

### Critica
Il critico Piero Scaruffi, parlando del disco scrive: "[Durante gli anni sessanta] gli album di Sun Ra divennero sempre più irrazionali e sperimentali. Strange Strings (1966)... era ancora accessibile se paragonato a Featuring Pharoah Sanders & Black Harold (giugno 1964), pubblicato nel 1976, dove The Voice of Pan e Dawn Over Israel sono orge infantili di suoni casuali".
Sean Westergaard nella sua recensione dell'album su allmusic.com in maniera simile descrisse l'opera "più una curiosità che una grande esperienza d'ascolto, e probabilmente solo per completisti di Ra e Pharoah Sanders".
In aggiunta si tratta di un LP estremamente raro e di difficile reperibilità, anche molto breve (non più di 25 minuti di durata complessiva).

## Tracce
1. Gods on a Safari (Sun Ra)
2. The World Shadow (incl. Rocket Number 9) (Sun Ra)
3. The Voice of Pan (Sun Ra)
4. Dawn over Israel (incl. Space Mates) (Sun Ra)

## Formazione
- Pharoah Sanders - sax tenore
- Black Harold - flauto
- Sun Ra - piano, celesta elettrica
- Al Evans - tromba, flicorno soprano
- Chris Capers - tromba
- Teddy Nance - trombone
- Bernard Pettaway - trombone
- Robert Northern - corno francese
- Marshall Allen - sax contralto, flauto
- Danny Davis - sax contralto, flauto
- Robert Cummings - clarinetto basso
- Pat Patrick - sax baritono
- Alan Silva - contrabbasso, violoncello
- Clifford Jarvis - batteria
- Art Jenkins - "voce spaziale"